# Treppo Carnico
Treppo Carnico é uma fração italiana da comuna Treppo Ligosullo da região do Friuli-Venezia Giulia, província de Udine, com cerca de 660 habitantes. Estende-se por uma área de 18 km², tendo uma densidade populacional de 37 hab/km². Faz fronteira com Arta Terme, Ligosullo, Paluzza, Paularo.
Treppo Carnico foi uma comuna italiana ata o 1 de fevereiro do 2018, quando se fusionou com Ligosullo, criando a nova comuna de Treppo Ligosullo.

## Demografia
| Variação demográfica do município entre 1861 e 2001                               |
|                                                                                   |
| Fonte: Istituto Nazionale di Statistica (ISTAT) - Elaboração gráfica da Wikipedia |